# 荻原猛
荻原 猛（おぎわら たけし、1973年8月24日 - ）は、栃木県出身の日本の実業家。ロケットスター株式会社の代表取締役社長。
ソウルドアウト株式会社の創業者として代表取締役社長などを歴任。

## 略歴
栃木県宇都宮市生まれ。國學院大學卒業。中央大学大学院戦略経営研究科修了。経営学修士マーケティング専攻。
大学卒業後、什器などを販売する会社を立ち上げるも失敗。その際インターネットの魅力に気付き、2000年6月に株式会社オプトに入社。事業部長、営業本部長を歴任した後、2006年4月に広告部門の執行役員に就任。
2009年、中小・ベンチャー企業向けのデジタルマーケティング支援を行うソウルドアウト株式会社を設立し、代表取締役社長に就任。2017年7月にマザーズ（現グロース市場）へ上場。
2018年4月に株式会社日本M&Aセンターと、中堅・中業企業オーナー向けの事業承継支援事業の業務協力を開始。2019年3月東証一部（現プライム市場）へ市場変更し代表取締役会長に就任。2022年3月に株式会社博報堂ＤＹホールディングスによるTOBにて100％子会社化。2023年3月にソウルドアウト取締役を退任。
2023年4月に株式会社ロケットスターを創業し、代表取締役社長に就任。中小企業の企業価値向上を目指したサーチファンド事業を展開。

## 人物
- 父親が中小企業の経営者だったが、10歳のときに倒産。「親父を悪く言っていた人たちを見返したい」という想いから自身も経営者になることを決意。その後起業の失敗や挫折、様々な人との出会いを経て「人の役に立ちたい」という想いに変わっていく。[要出典]
- 中小企業の家に生まれ、自らも中小企業経営をしていた経験から、中小・ベンチャー企業の経営者を支援したいと考え、ソウルドアウト株式会社を創業。[11]
- 日本の小説家の司馬遼太郎や池井戸潤に影響を受けている。[12]
- 株式会社ロケットスターの社名は、自身が影響を受けた「下町ロケット」のようなスター企業の創出を目指したいという思いから命名。[13]
- 好きなスポーツは野球、プロレス、格闘技。[要出典]

## 著書
- LOCAL GROWTH　独自性を活かした成長拡大戦略（クロスメディア・パブリッシング 2024年）
- 現代広告全書：デジタル時代への理論と実践（有斐閣 2021年）
- ネットビジネス・ケースブック（同文舘出版 2017年）